# Slemmestad

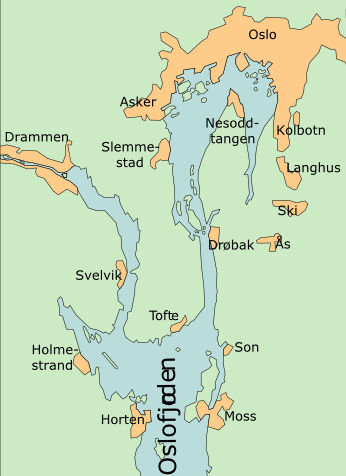
Slemmestad

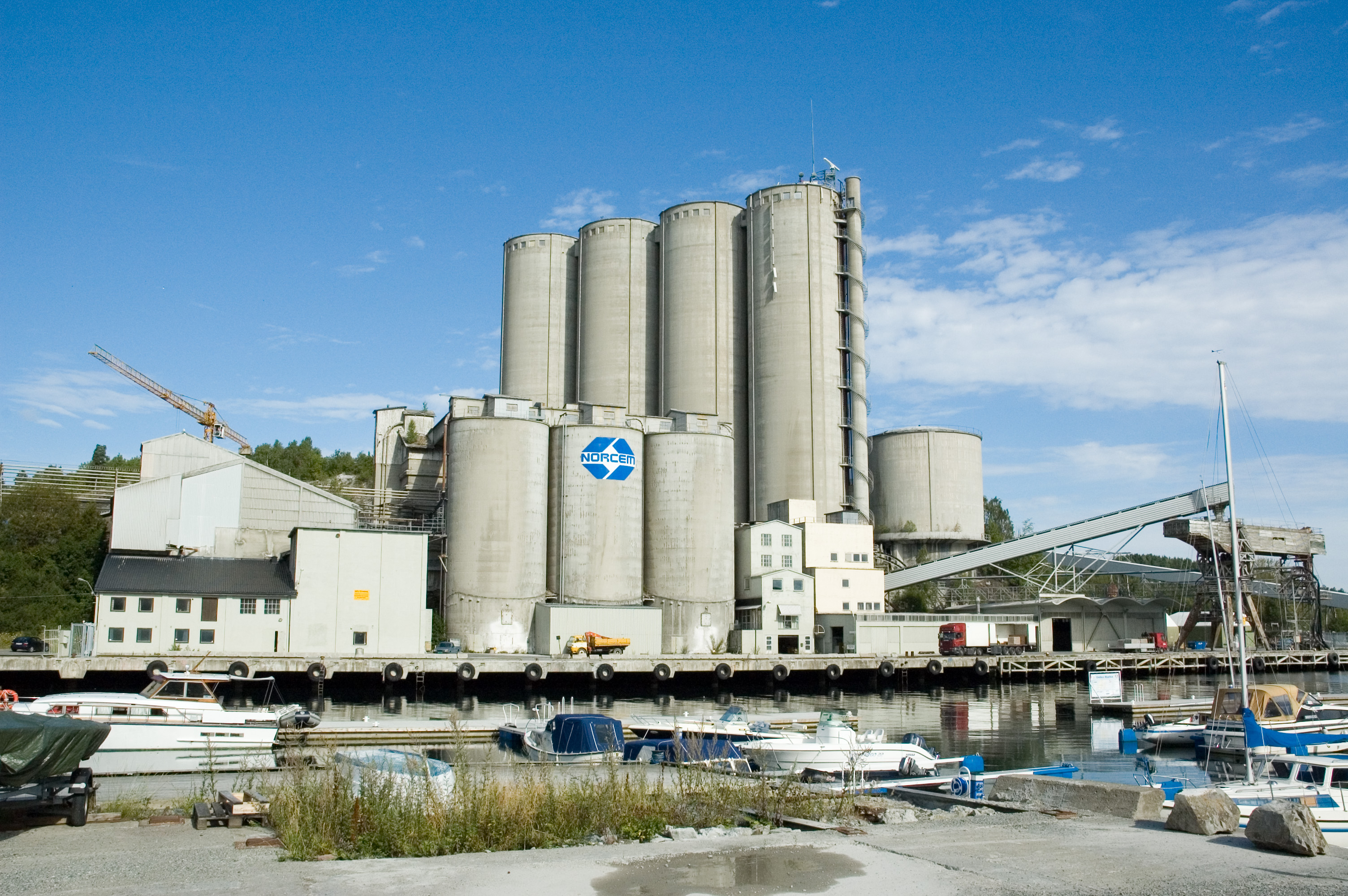
Cementsilos i Slemmestad

Slemmestad är en ort i Askers kommun, Akershus fylke, Norge, ingående i tätorten Oslo. Slemmestad ligger vid Oslofjorden och växte fram runt cementproduktionen, som lades ner 1989. Geologiskt tillhör området det så kallade Oslofältet. 